# 이나미 (의사)
이나미(1961년 ~ )는 대한민국의 정신건강의학과 의사 겸 저술가이다.

## 학력 및 경력
- 서울여자고등학교
- 서울대학교 의과대학 학사
- 서울대학교 의과대학 정신과학 석사/의학박사
- 서울대학교병원 정신건강의학과 교수

## 저서
- 2021년 <인생이라는 멋진, 거짓말>: 쌤앤파커스